# 빗물세
빗물세는 빗물을 처리하는데 드는 비용에 대해 부과되는 세금이다. 1990년대 독일에서 도입되었으며, 건물 신축이나 도로 건설 등으로 인해 우수관이나 하수도 시설 등을 증설하는 비용을 원인자가 부담하도록 한 제도이다. 2008년에는 이탈리아 중부의 라벤나 시에서 빗물세를 도입하기로 해 논란이 되기도 했다. 2012년에는 서울시에서도 불투수 면적에 따라 요금을 매기는 빗물세의 도입을 추진하려 하여 논란이 되고 있다.